# Argas canestrinii
Argas canestrinii är en fästingart som beskrevs av J. Birula 1895. Argas canestrinii ingår i släktet Argas och familjen mjuka fästingar. Inga underarter finns listade i Catalogue of Life.